# Sociedad Cultural y Recreativa Peña Deportiva
La Sociedad Cultural y Recreativa Peña Deportiva Santa Eulalia (en catalán, Penya Esportiva de Santa Eulària), más conocida como Peña Deportiva es un equipo de fútbol español de la localidad de Santa Eulalia del Río, en la isla de Ibiza (Islas Baleares). Fue fundado el 31 de marzo de 1935 y milita en el Grupo XI de Tercera RFEF. El color que identifica al club es el blanco. Desde 1970 juega como local en el Camp Municipal de Santa Eulària des Riu, con una capacidad para 1500 espectadores.
Cuenta en su palmarés con 4 ligas de Tercera División.

## Historia
El equipo nace el 31 de marzo de 1935 liderados por José Ortiz Abad para crear un club polideportivo para la gente del municipio. El 19 de mayo se inauguró el Camp de Ses Estaques ante la S.D. Ibicenca con derrota 2-4. En 1936 se paró la actividad debido a la guerra civil española hasta 1942 en que cambió la denominación a Peña Deportiva de Educación y Descanso tras ser controlado por los sindicatos. El 14 de julio de 1945 se cambia a la que es su denominación actual. 

Desde 1950 compite en la Regional Preferente de Ibiza-Formentera una vez inscrito en la federación balear el 22 de octubre de 1949 hasta 1962 cuando se queda sin estadio en el que disputar sus partidos. 8 años tuvieron que pasar hasta volver a competir y fue por la inauguración en 1970 del campo municipal de deportes. A partir de entonces intentará subir de categoría pero es un club humilde y le resulta prácticamente imposible. En 1977 se crea una categoría intermedia entre Segunda y Tercera División denominada Segunda División B y en 1980 se amplían los grupos de Tercera División adjudicándose uno las Islas Baleares y siendo denominado como grupo VIII durante la temporada 1980-81. En 1981 hubo una nueva ampliación quedándose las Islas Baleares con el Grupo XI que mantiene actualmente. En 1984 queda campeón y consigue ascender al grupo balear de la Tercera División, en la temporada 1985-86.

### Debut en la Copa de S.M el Rey
Debido al ascenso a tercera división logra participar por primera vez en la historia en la Copa del Rey, debutando el 2 de septiembre de 1987 sin lograr superar la primera eliminatoria frente al CD Constancia tras caer 2-1 en la ida en el partido disputado en Inca y no lograr pasar del empate a cero en el partido disputado en Santa Eulalia del Río una semana después.
De la mano de Antonio Arabi Serra, exjugador del RCD Español de Barcelona, el equipo disputará su primera temporada en Segunda División B en el curso deportivo 1993-94. El "conjunto de la Villa del Río", que es como se conoce también al municipio de Santa Eulalia del Río (Baleares) al que pertenece el club, sube a Segunda B gracias al descenso por impago a los jugadores de la SD Ibiza en la campaña 1992-93. Sin embargo, el equipo con la plantilla cerrada para tercera división le cuesta reforzarse para la nueva categoría sufriendo mucho en la primera vuelta. Al final queda tercero por la cola por y regresa de nuevo a Tercera División siendo uno de los pocos equipos, si no el único de la categoría acabando con superávit económico.
El equipo luchó por regresar a Segunda B durante los siguientes años, quedando en los puestos altos de su grupo. Durante 3 temporadas consecutivas logró clasificarse para los playoff de ascenso, en 2 ocasiones como líder de la fase regular, pero no lograron su objetivo. Tras quedar en los primeros puestos de la tabla en el grupo balear de Tercera División, consigue el ascenso a Segunda B de nuevo en la temporada 2007-08 (Grupo XI) al ganar al CD Don Benito en la ida en Santa Eulària por 1-0 (con gol de Villodre) y aguantando el 0-0 en un disputado encuentro en la localidad pacense. En la anterior eliminatoria de ascenso, el conjunto ibicenco derrotó al UD Mutilvera navarro. La temporada 2008-09 quedó penúltimo clasificado y con una importante deuda económica ya que al disponer de pocos jugadores en la isla tiene que fichar de la península lo que hace que tenga que tener unos presupuestos más altos de los normales para la categoría en la que se encuentra. Estará en Tercera División hasta la temporada 2016-17 en la que a pesar de quedar 4.º clasificado, logró el ascenso por ser el equipo que más lejos llegó en la Promoción de ascenso a Segunda División B para ocupar la vacante dejada por el descenso en la categoría de bronce por el RCD Mallorca "B" arrastrado por el descenso de su primer equipo. Nuevamente duró sólo una temporada, descendiendo como penúltimo del grupo III, pero recuperando la categoría un año después tras quedar campeón del Grupo XI.

### Mejor temporada de la historia
La temporada 2019-20 consigue no sólo mantenerse por primera vez en Segunda División B sino que consigue clasificarse para la Promoción de ascenso a Segunda División tras quedar 4.º clasificado del grupo I y logrando superar la primera eliminatoría (1/8) (frente a un 2.º) al vencer 0-2 al Marbella FC. En la 2.ª eliminatoría (1/4) cayó derrotado 0-1 con el CD Castellón que fue campeón de su grupo y que finalmente ascendió a la categoría de plata del fútbol español. La temporada se vio acortada debido a la pandemia de COVID-19 y entre las medidas adoptadas por la RFEF destacaron las de finalización del torneo regular dando por definitivas las clasificaciones de la jornada 28 y la celebración de la promoción de ascenso en formato exprés. Esta promoción de ascenso se jugó en varias sedes neutrales, los partidos fueron a partido único y en caso de empate hubo prórroga y penaltis.

### Mejor participación en la Copa del Rey
En la Copa del Rey 2020-21 logró su mejor participación en esta competición. Llegó hasta 1/16, eliminatoria en la que fue visitado por el Real Valladolid CF siendo la primera vez que se enfrentaba a un equipo de Primera División en partido oficial. A pesar de la derrota por 1-4 el equipo hizo un gran partido y se fue al descanso ganando 1-0 con gol de Fernando Andrada en el minuto 13. Tras el descanso el equipo sufrió los primeros minutos y el equipo vallisoletano empató de penalti en el minuto 62, después se igualó más el partido logrando aguantar hasta el final del tiempo reglamentario. La Peña Deportiva tenía claro lo que debía hacer pero se encontró con otro penalti en contra en el minuto 96 que transformó a lo Panenka Roque Mesa, pero el equipo siguió luchando y en el minuto 100 reclamaron un penalti por una posible mano y como consecuencia de las protestas vio la roja directa "Colau" y así acabó la primera parte de la prórroga. La segunda parte de la prórroga comenzó intentando atacar la Peña Deportiva para ganar metros y en el minuto 110 Antonio López casi empata el partido pero su disparo fue al poste. Dos minutos después se encontró con otro gol en contra poniendo el partido casi imposible, algo que ocurrió en el minuto 116 con la sentencia por parte del equipo castellano.
El 18 de enero la Peña Deportiva denunció ante la RFEF alineación indebida del jugador visitante Lucas Freitas durante la segunda parte de la prórroga del partido. La RFEF aceptó la denuncia y ahora el Real Valladolid CF tiene un plazo para presentar las alegaciones oportunas para que la RFEF tome una decisión.
El 19 de enero el comité de competición de la RFEF desestimó la denuncia de la Peña Deportiva por la presunta alineación indebida del Real Valladolid CF. El 20 de enero La Peña Deportiva puso un recurso en el Comité de Apelación de la RFEF pero fue desestimado, asegurando que las ventanas de cambios estuvieron bien ejecutadas por parte del equipo castellano por lo que se confirmó su eliminación de la Copa del Rey. El 26 de enero de 2021 el Tribunal Administrativo del Deporte (TAD) desestimó la reclamación de la Peña Deportiva por la alineación indebida del Real Valladolid CF.

## Denominaciones
A lo largo de su historia el club ha tenido tres denominaciones:
- Peña Deportiva: (1935-42) Nombre oficial en su fundación.
- Peña Deportiva de Educación y Descanso: (1942-45) Es controlado por sindicatos obreros después de la guerra civil para poder usar el estadio.
- Sociedad Cultural y Recreativa Peña Deportiva: (1945-Act.) Deja de ser un equipo controlado por sindicatos obreros.

## Trayectoria histórica
La Segunda División B fue introducida en 1977 como categoría intermedia entre la Segunda División y la Tercera División.

## Uniforme
- Uniforme titular: camiseta blanca, pantalón blanco y medias negras.